# Давлетшин, Абдулла Сибагатуллович
Абдулла Сибагатуллович Давлетшин (Габдулла Давлет, тат. Габдулла Сибгатулла улы Дәүләтшин; 1894—1963) — деятель башкирского национального и революционного движения.

## Биография
В своей автобиографии А. Давлетшин отмечает, что согласно метрике родился 20 декабря 1894 года по старому стилю в бедной казачьей (крестьянской) семье в Ново-Казачьем хуторе Орского поселка, Ново-Орской станицы Оренбургской губернии (однако указывает, что по воспоминаниям матери, она родила его раньше, 2 сентября в поле, в шалаше).
По национальности — татарин. О своих предках он пишет, что они были из южно-уральских башкир, принявших казачество.
С 1912 года работал учителем Орской поселковой соединённой казачьей школы. С 1916 года преподавал в медресе «Хусаиния».
В мае — июне 1917 года являлся заместителем председателем Центрального комитета казаков-мусульман Оренбургского края. В 1918 году вступил в РКП(б). Участвовал в Гражданской войне.
После ареста большевиками членов Башкирского правительства, 17 февраля 1918 года в городе Оренбурге группа революционно настроенной башкирской молодёжи, в том числе некоторые активисты «Тулкына», образовали новый руководящий орган левого башкирского движения — Временный революционный совет Башкортостана (ВРСБ). Его председателем был избран Абдулла Давлетшин.
С 1918 года служил в штабе 1-и Особой Приволжской татаро-башкирской стрелковой бригады 1-й армии Восточного фронта РККА.
В конце 1919 года назначается комиссаром по работе с татаро-башкирским населением Орского уезда.
Организует в Орске издание еженедельной газеты «Ирек йолдызы» на татарском языке. Отдельная страница газеты посвящается литературе и культуре. Комиссариат и редакция располагались в здании бывшего «Восточного дома». Здесь регулярно проводились лекции и концерты для мусульманского населения. По словам супруги Давлетшина, частым его гостем был бывший золотопромышленник, поэт Закир Рамеев. Семья покинула Орск в конце августа 1921 года.
В 1920—1921 гг. работал в Орском уездном комитете РКП(6). С 1920-х гг. являлся преподавателем Коммунистического университета трудящихся Востока имени И. В. Сталина, сотрудником издательства «Нашриат» при ЦК ВКП(б), Центрального издательства народов СССР.
В 1930 году окончил химический факультет Московского государственного университета. С 1934 года работал заместителем директора Института органической химии АН СССР, был учёным секретарём Дальневосточного филиала АН СССР (г. Владивосток).
С 1937 года являлся сотрудником Главного управления по делам литературы и издательств СССР, в 1941—1943 гг. и в 1953—1956 гг. работал на предприятиях города Москвы. 13 марта 1943 года, будучи помощником начальника 1-го производства, завода № 40 им. Ленина (Казанский пороховой завод), был арестован по обвинению согласно ст. 58-2, 58-10 ч.2, 58-11 («националистические позиции»). Был приговорен к 10 годам исправительно-трудовых лагерей с последующей ссылкой на спецпоселение в Красноярский край после отбытия срока. Освобождён, отправлен на фронт.